# قرحا، بعلبک
قرحا (به عربی: قرحا) یک روستا در لبنان است که در شهرستان بعلبک واقع شده‌است.
 قرحا   ۱٬۱۲۴ متر بالاتر از سطح دریا واقع شده‌است.